# 金融ビッグバン
金融ビッグバン（きんゆうビッグバン）は、1996年から2001年度の日本において、政府が実行した大規模な金融制度改革を指す経済用語。
この時期に、従来、銀行など金融機関を規制してきた「護送船団方式」を崩壊させるような大改革が進行し、その後、2002年以降には、銀行業・保険業・証券業の業界の垣根を越えて、各代理業解禁など大規模な規制緩和が行われた。これらは時期を分けて、1996年から2001年度までは「第1次金融ビッグバン」（橋本内閣）、2002年度以降は「第2次金融ビッグバン」（小泉内閣）と分けて指すこともある。
1986年にイギリスのロンドン証券取引所で行われたマーガレット・サッチャーによる証券制度改革が「ビッグバン (金融市場)」と呼ばれたことにちなみ、「日本版ビッグバン」は、1997年の新語・流行語大賞トップテンとなった。その時の受賞者はネット証券業界の先駆者として知られた松井証券社長の松井道夫であった。

## 経過
1996年10月、総理府経済審議会・行動計画委員会の金融ワーキンググループが報告「わが国金融システムの活性化のために」をまとめる。その背景として、経済の成熟化（経済成長の鈍化）及びバブル崩壊によって、1990年代に入り、衰退・空洞化しつつあるとされた日本国の金融市場をニューヨーク、ロンドンと並ぶ国際市場として地位を向上させ、日本経済を再生させる狙いがあった。
1996年11月、第2次橋本内閣が初めて「金融ビッグバン」を提唱する。橋本龍太郎首相はこの「金融ビッグバン」を橋本内閣の六つの改革の１つに位置づけ、金融制度改革を2001年までに行なうことを表明した。改革案の柱として、フリー（市場原理が機能する自由な市場）、フェアー（透明で公正な市場）、グローバル（国際的で時代を先取りする市場）の3つの原則を掲げた。
2001年6月、第1次小泉内閣でもこの「金融ビッグバン」の流れを継承し、小泉純一郎首相は「骨太の方針」の中で「貯蓄から投資へ」を初めてスローガンに掲げた。2003年からは、個人投資家の株式と株式投資信託の売却益や配当・分配金に対する税率を20％から10％に引き下げる証券優遇税制を実施した。

### 改革3原則
- Free（市場原理が機能する自由な市場）
  - 新しい活力の導入（銀行・証券・保険分野への参入促進）
  - 幅広いニーズに応える商品・サービス（長短分離などに基づく商品規制の撤廃、証券・銀行の取扱業務の拡大）
  - 多様なサービスと多様な対価（各種手数料の自由化）
  - 自由な内外取引（為銀主義の撤廃）
  - 1200兆円の個人貯蓄の効率的運用（資産運用業務規制の見直しとディスクロージャーの充実・徹底）
- Fair（透明で信頼できる市場）
  - 自己責任原則の確立のために十分な情報提供とルールの明確化（ディスクロージャーの充実・徹底）
  - ルール違反への処分の積極的発動
- Global （国際的で時代を先取りする市場に）
  - デリバティブなどの展開に対応した法制度の整備・会計制度の国際標準化
  - グローバルな監督協力体制の確立（G7サミット・蔵相会議等で確認）

## 具体的事項
1997年の行程表では、以下の事項が行程として挙げられた。1998年には「金融システム改革のための関係法律の整備等に関する法律」(金融システム改革法)が成立し、これら各種の改革が一括化された。
また、2002年8月の「証券市場の改革促進プログラム」、2002年10月の「金融再生プログラム」によって、さらに、改革が進められた。

### 投資家・資金調達者の選択肢の拡大
- 投資信託の商品多様化
- 「証券総合口座」の導入
- 証券デリバティブの全面解禁
- 資産担保証券など債券等の流動化
- 外国為替法の改正
  - 1998年4月の改正により銀行ではそれまで殆ど取り扱わなかった、一般個人向けの外貨預金の取扱が認められるようになった。
  - 日本の個人が外国為替市場への直接参加が可能となり、外国為替証拠金取引（FX取引）がスタートした[5]。
- 銀行等の投資信託の窓口販売の導入（1998年12月から解禁）
  - 解禁からおよそ1年後、米国でグラム・リーチ・ブライリー法が制定された。

### 仲介者サービスの質の向上及び競争の促進
- 証券会社の業務多角化
  - 1998年11月には証券取引法の改正により、インターネット証券会社の新規参入が認められた。
  - ラップ口座の解禁
- 持株会社（ホールディングス）制度の活用
  - 同じ時期には私的独占の禁止及び公正取引の確保に関する法律（独占禁止法）改正による金融持株会社の設置解禁も行われ、1999年のみずほフィナンシャルグループ設立に至った。
  - 銀行による普通社債による資金調達、信託子会社を通じた業務の自由化も認められた。
- 株式媒介委託手数料の自由化
- 証券会社の免許制から原則登録制への移行
- 証券子会社・信託銀行子会社の業務範囲の制限撤廃
  - 親子間の金銭債権の信託に係る規制（50%ルール）を撤廃。
  - 系列投信委託会社からの証券投資信託受託に関する規制（25%ルール）を撤廃。
- 保険会社と金融他業態との間の参入
  - 銀行・証券・信託銀行については、1993年から既に「業態別子会社方式」で、参入することが認められていたが、新たに「保険」が加わった。ただし、保険業界が強く抵抗し、銀行窓口における保険商品の販売は、当初、住宅ローン関連の生命保険と火災保険に限定された。
- 株式売買委託手数料の完全自由化
- 保険価格の自由化
  - 保険業法・損害保険料率算出団体に関する法律が改正され、損害保険料率算出機構の保険料率遵守義務が撤廃。料率が認可制から届出制に移行された。1999年3月期よりソルベンシー・マージン比率公開義務が課せられ、情報公開が強化された。

### 利用しやすい市場の整備
- 取引所集中義務の撤廃
  - 1998年に撤廃され、上場銘柄の取引所外取引が認められた
- 店頭登録市場における流通面の改善
- 未上場・未登録株式市場の整備
- 私設取引システム(PTS)の導入
  - 1998年12月の証券取引法の改正で解禁
- 取引所税、有価証券取引税の廃止（1998年4月）

### 信頼できる公正・透明な取引の枠組み・ルールの整備
- 連結ベースのディスクロージャーの整備
- 証券取引法の公正取引ルールの整備拡充など
- 金融機関等のディスクロージャー制度の見直し
  - 金融機関に対して、財務諸表・不良債権等の店頭掲示を義務付け
- 投資者保護基金の創設等
  - 寄託証券補償基金が改組され日本投資者保護基金が設立。証券会社の加入が義務付けられた。
- 保険契約者保護機構の創設等
  - 損害保険契約者保護機構・生命保険契約者保護機構が設立された。

2000年代に入ると銀行・証券会社等金融機関での生命保険・損害保険・個人年金保険の募集業や、個人型確定拠出年金制度が登場。また、2002年3月にあさひ銀行が大和銀ホールディングス入りしたことによる都市銀行全行のグループ化（メガバンク化）により、「第一次金融ビッグバン」は終焉することとなる。
2003年以降、証券仲介業の創設、および、その制度により、銀行やコンビニエンスストアなどで株式注文業務などが行われるようになる他、銀行法改正によって他銀行の代理店業も解禁された。その例として、千葉市のアリオ蘇我店内にあるセブン銀行窓口で千葉銀行の取次業務を行っている他、郵政民営化によって発足した郵便局 (企業)が、ゆうちょ銀行の代理店業者となって、民営化以前と同様に銀行業務を行っていることなどがあげられる。

## 金融システム改革関連年表
- 1998年
  - 4月 株式売買委託手数料を店頭株式及び売買代金5000万円超の上場株式について自由化。有価証券取引税・取引所税の引き下げ
  - 9月 証券総合口座での給与振込が可能となる。
  - 12月 有価証券店頭デリバティブ取引を解禁。証券会社の免許制を廃止、登録制に移行。取引所集中義務を廃止、私設取引システムの導入。不正取引等の規制整備
- 1999年
  - 3月 金融持株会社解禁。
  - 4月 有価証券取引税・取引所税を廃止。東証、立会い取引全面廃止（大証は1997年12月）。
  - 10月 証券会社の信託子会社の業務範囲規制を廃止。株式売買委託手数料を完全自由化。
  - 11月 東証、新興企業向け市場「マザーズ」を設置（以降、各取引所で「新興企業向け市場」を順次設置。）。
- 2000年
  - 3月 東証、広島証券取引所・新潟証券取引所を吸収合併。
  - 11月 不動産投資信託の解禁。
- 2001年
  - 3月 大証、京都証券取引所を吸収合併。
  - 4月 証券取引所の株式会社化が可能となる。
  - 6月 上場投資信託の解禁。
  - 10月 自己株式の解禁。
  - 11月 株式譲渡益課税の制度を改正。
- 2002年9月 銀行と証券の共同店舗を解禁。
- 2003年11月 個人投資家の株式の配当金・譲渡益課税を大幅に減税、特定口座の開設。
- 2004年
  - 4月 投資委託会社・証券会社・投資顧問会社の最低資本金を5000万円に引き下げ。金融商品仲介業を導入。
  - 12月 ジャスダックの取引所参入を免許。
- 2005年10月 郵便局での投信商品の販売を解禁。
- 2006年
  - 5月 会社法施行。
  - 6月 運用会社の免許制廃止、登録制に移行。
- 2007年
  - 8月 ジャスダックがNEO設立。
  - 9月 金融商品取引法が施行。
- 2008年6月 銀行・証券・保険間のファイアーウォール規制緩和、業務範囲拡大。プロ向け市場創設。上場投信商品の多様化。
- 2009年
  - 1月 有価証券のペーパーレス化。
  - 6月 東証、TOKYO AIM取引所創設。金融商品取引所・商品取引所相互乗入れ解禁。信用格付会社への公的規制導入。
  - 8月 金融裁判外紛争解決手続専門の特定非営利活動法人設置。
- 2010年4月 大証・ナスダックが経営統合。
- 2013年1月 東証・大証が経営統合、日本取引所グループ設立（大証は大阪取引所に改称。）。
- 2014年1月 少額投資非課税制度（NISA）を開始。
- 2016年4月 ジュニアNISAを開始。